# Virginia Belmont
Virginia Belmont, vero nome Virginia E. Schupp, poi Virginia E. Califano (Boston, 20 settembre 1921 – Hollywood, 6 maggio 2014), è stata un'attrice statunitense.

## Biografia
Figlia di Henry Schupp, dopo essersi laureata all'UCLA iniziò la carriera di attrice brillante (era una delle "Goldwyn Girls" di Samuel Goldwyn) e cinematografica nel 1944, a 23 anni, partecipando a molti western per la Monogram Pictures con Jimmy Wakely, Johnny Mack Brown e William Boyd; molti di questi sono rimasti inediti in Italia. 
Nel 1941 si sposò con Albert Califano, il proprietario di una catena di ristoranti di origini italiane e naturalizzato statunitense, che fu determinante per la sua carriera a Hollywood. Grazie alla sua conoscenza della lingua italiana, nel 1949 arrivò a Roma, dove fino al 1957 apparve in una dozzina di pellicole, tra commedie e drammi. Dopo il 1957 abbandonò il mondo del cinema per fare l'impiegata nell'ufficio vendite e prenotazioni della United Airlines per ventotto anni, fino al 1985.
È deceduta nel maggio 2014 ed è stata sepolta nella tomba di famiglia a San Diego, in California.

## Filmografia parziale
- Preferisco la vacca (The Kid from Brooklyn), regia di Norman McLeod (1946) - non accreditata
- Il bacio di una morta, regia di Guido Brignone (1949)
- I pirati di Capri, regia di Giuseppe Maria Scotese (1949)
- Vivere a sbafo, regia di Giorgio Ferroni (1949)
- I peggiori anni della nostra vita, regia di Mario Amendola (1949)
- Taxi di notte, regia di Carmine Gallone (1950)
- I misteri di Venezia, regia di Ignazio Ferronetti (1951)
- Licenza premio, regia di Max Neufeld (1951)
- Nessuno ha tradito, regia di Roberto Bianchi Montero (1952)
- Bellezze in motoscooter, regia di Carlo Campogalliani (1952)
- Cuore di spia, regia di Renato Borraccetti (1953)
- Ho pianto per te!, regia di Gino Rippo (1954)
- Il tiranno del Garda, regia di Ignazio Ferronetti (1957)